# Powierzchnia zorientowana
Zasugerowano, aby zintegrować ten artykuł z artykułem orientacja (matematyka). Nie opisano powodu propozycji integracji.
Powierzchnia zorientowana – powierzchnia z przypisaną orientacją. 
Na ogół powierzchnia ma dwie „strony”, z których jedną dowolnie przyjmuje się za dodatnią, a drugą za ujemną. W przypadku powierzchni zamkniętej, która nie przecina się sama z sobą i zawiera przy tym wewnątrz pewien obszar (np. powierzchnia kuli lub elipsoidy) kierunek zwykle przyjmuje się od wnętrza na zewnątrz, czyli wewnętrznej stronie przypisuje się wartość ujemną, a zewnętrznej dodatnią. 
W sensie topologicznym powierzchnia zorientowana jest rodzajem rozmaitości zorientowanej.

## Powierzchnie bez orientacji
Niektórym powierzchniom z definicji nie można przypisać orientacji, np. takim, które mają tylko jedną stronę (wstęga Möbiusa, butelka Kleina).